# Нова Кошниця
Нова Кошниця (рос. Новая Кошница; рум. Coșnița Nouă) — село в Дубоссарському районі в Молдові (Придністров'ї). Входить до складу Новокомісарівської сільської ради.
Станом на 2004 рік у селі проживало 1,3% українців.